# Ulta Beauty
Ulta Beauty, Inc. (NASDAQ: ULTA

) er er en amerikansk kæde af skønhedsbutikker- og skønhedssaloner, der er baseret i Bolingbrook, Illinois. De har 1.355 butikker i USA. Ulta Beauty har varer som kosmetik, parfume, negle-produkter, badeprodukter og hårplejeprodukter. Deres årsomsætning er på 10 mia. $, og der er 37.000 ansatte.
Ulta blev etableret af Richard E. George, tidligere formand for Osco Drug, Inc. og Terry Hanson i 1990.